# کریم طارق
کریم طارق (انگلیسی: Karim Tarek؛ زادهٔ ۲۳ ژانویهٔ ۱۹۹۲) بازیکن فوتبال اهل مصر است.
وی همچنین در تیم‌های ملی فوتبال زیر ۲۰ سال مصر، زیر ۲۳ سال مصر، و مصر بازی کرده‌است.